# 凯里·普赖斯
凯里·普赖斯（英語：Carey Price，1987年8月16日—），加拿大男子冰球运动员，场上位置是守门员。他曾代表加拿大国家队参加2014年冬季奥林匹克运动会冰球比赛，获得一枚金牌。